# José Augusto
José Augusto Pinto de Almeida (ur. 13 kwietnia 1937 w Barreiro), portugalski piłkarz, pomocnik i trener piłkarski. Brązowy medalista MŚ 66. Długoletni zawodnik Benfiki.
Karierę zaczynał w F.C. Barreirense. Piłkarzem SL Benfica był w latach 1959–1969. W tym czasie ośmiokrotnie zostawał mistrzem Portugalii, dwukrotnie triumfował w Pucharze Europy (1961 i 1962), a w finale tych rozgrywek wystąpił jeszcze trzy razy.
W reprezentacji Portugalii zagrał 45 razy i strzelił 9 bramek. Debiutował 7 maja 1958 w meczu z Anglią, ostatni raz zagrał w 1968. Podczas MŚ 66 zagrał we wszystkich sześciu spotkaniach Portugalii w turnieju i zdobył 3 gole.
Wkrótce po zakończeniu kariery został trenerem. W latach 1971–1974 prowadził reprezentację Portugalii (nie udało mu się awansować do finałów MŚ 74). Pracował także m.in. z Benfiką i CD Logroñés.